# Master Records
Master Records est un label fondé aux États-Unis par le musicien de jazz Irving Mills à la fin de l'année 1936 et actif en 1937.
L'artiste le plus renommé ayant enregistré pour Master Records est Duke Ellington, c'est notamment sur ce label qu'a été enregistré Caravan, l'une des pièces majeures du répertoire du Duke.
On trouve également Raymond Scott, le Hudson-De Lange Orchestra, Casper Reardon (en), Adrian Rollini qui ont fait partie des meilleures ventes du label.
C'est par la suite Brunswick Records qui a récupéré la majeure partie des enregistrements après la disparition de Master Records fin 1937.